# Ría de O Burgo

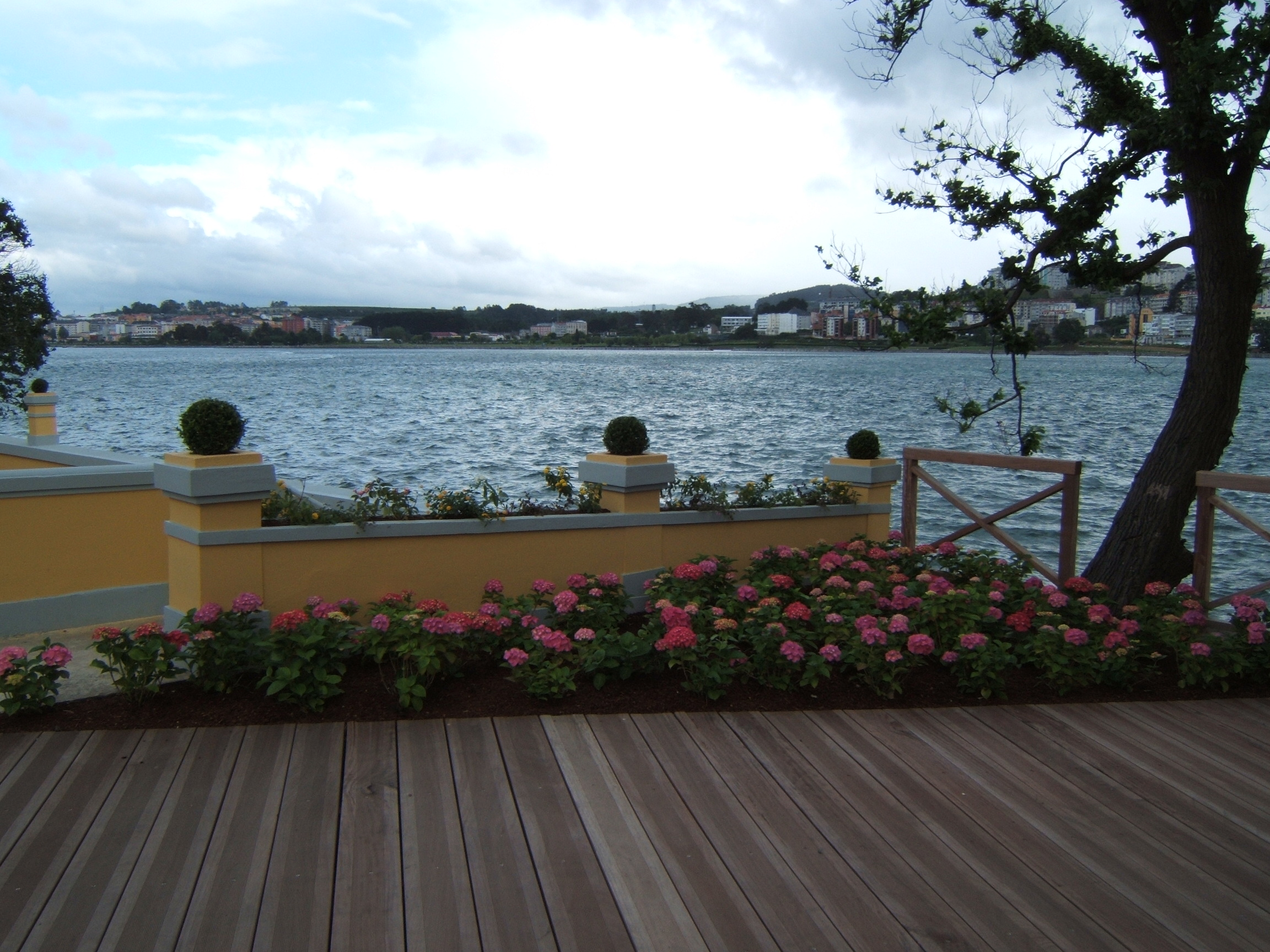
Ría de O Burgo, wandelboulevard Oleiros

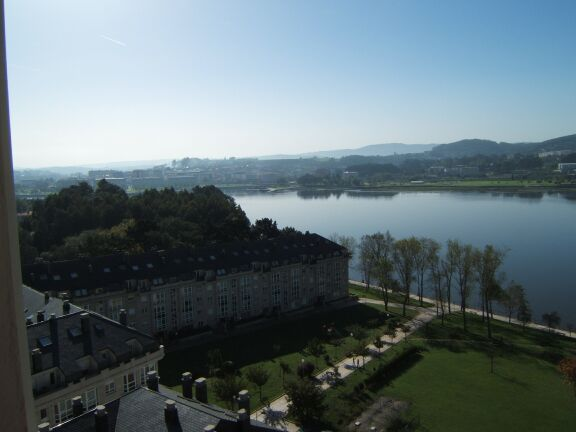
Ría de O Burgo

De Ría de O Burgo is een ría gelegen in de provincie A Coruña, in Galicië, Spanje. 
De zeeinham scheidt de gemeente A Coruña van de gemeentes Oleiros, Culleredo en Cambre. In de ría monden verschillende kleine rivieren uit, onder meer de Monelos-Mesoiro en de Mero.
De zeeinham wordt overschreden door drie bruggen. De eerste, de Puente del Pasaje, verbindt de gemeente Oleiros met de gemeente A Coruña en vormt onderdeel van de NVI naar Lugo en Madrid. De tweede verbindt de deelgemeente O Temple met de deelgemeente O Burgo, net als de derde brug die de snelweg AP-9, E-1 draagt.
De zeeinham wordt gebruikt als afvoer van ongezuiverd rioolwater voor de 350.000 omwonenden. Volgens de Europese wetgeving zouden in 1998 de rioolwaterzuiverinstallaties voltooid moeten zijn. De omliggende gemeentes zijn het echter oneens over wie de kosten van de installaties moet betalen. Daarom werd de bouw van de installaties telkens uitgesteld. Verwacht wordt dat de eerste installaties in 2009 in werking worden gesteld. 
Door de toevoer van riool- en afvalwater is de ría sterk vervuild. In 2007 zijn er zijn metingen gedaan van tussen de 36.000 en 50.000 Escherichia coli per 100 ml water. Behalve de vervuiling door uitmonding van rioleringen van woningen lozen ook diverse industrieën hun afvalwater in de ría, waaronder de vleesfabriek Fricosa en de oliefabriek Bunge.
De ría de O Burgo is, net als de andere ría's in Galicië, een van de zones waar veel wordt gevist naar schelp- en schaaldieren. Het aantal vergunningen om te vissen is inmiddels teruggebracht naar 138 (2008). Er wordt echter ook veel gevist door illegale vissers, de furtivos. Om te protesteren tegen de illegale visserij hebben de vissers met vergunning in 2006 en 2007 herhaaldelijk de Puente del Pasaje geblokkeerd.
Ondanks de vervuiling komen er in de ría veel dieren en planten voor. Zo komt er voor: de bonte strandloper, steenloper, tureluur, scholekster, plevier, aalscholver en andere zee- en strandvogels. Er wordt gevist naar mosselen, venusschelpen, kokkels, en enkele vissoorten.
De gemeenten A Coruña en Oleiros hebben langs een groot deel van de ría een wandel- en fietsboulevard aangelegd.